# National Football League 1963
La stagione NFL 1963 fu la 44ª stagione sportiva della National Football League, la massima lega professionistica statunitense di football americano. La finale del campionato si disputò il 29 dicembre 1963 al Wrigley Field di Chicago, in Illinois e vide la vittoria dei Chicago Bears sui New York Giants per 14 a 10. La stagione iniziò il 14 settembre 1963 e si concluse con il Pro Bowl 1964 che si tenne il 12 gennaio al Los Angeles Memorial Coliseum.

## Stagione regolare
La stagione regolare si svolse in 14 giornate, iniziò il 14 settembre e terminò il 15 dicembre 1963.

### Risultati della stagione regolare
- V = Vittorie, S = Sconfitte, P = Pareggi, PCT = Percentuale di vittorie, PF = Punti Fatti, PS = Punti Subiti
- Nota: nelle stagioni precedenti al 1972 i pareggi non venivano conteggiati nel calcolo della percentuale di vittorie.

| Eastern Conference    |    |    |   |     |     |     |
| Squadra               | V  | S  | P | PCT | PF  | PS  |
| New York Giants       | 11 | 3  | 0 | 786 | 448 | 280 |
| Cleveland Browns      | 10 | 4  | 0 | 714 | 343 | 262 |
| Saint Louis Cardinals | 9  | 5  | 0 | 643 | 341 | 283 |
| Pittsburgh Steelers   | 7  | 4  | 3 | 636 | 321 | 295 |
| Dallas Cowboys        | 4  | 10 | 0 | 286 | 305 | 378 |
| Washington Redskins   | 3  | 11 | 0 | 214 | 279 | 398 |
| Philadelphia Eagles   | 2  | 10 | 2 | 167 | 242 | 381 |

| Western Conference  |    |    |   |     |     |     |
| Squadra             | V  | S  | P | PCT | PF  | PS  |
| Chicago Bears       | 11 | 1  | 2 | 917 | 301 | 144 |
| Green Bay Packers   | 11 | 2  | 1 | 846 | 369 | 206 |
| Baltimore Colts     | 8  | 6  | 0 | 571 | 316 | 285 |
| Detroit Lions       | 5  | 8  | 1 | 385 | 326 | 265 |
| Minnesota Vikings   | 5  | 8  | 1 | 385 | 309 | 390 |
| Los Angeles Rams    | 5  | 9  | 0 | 357 | 210 | 350 |
| San Francisco 49ers | 2  | 12 | 0 | 143 | 198 | 391 |

## La finale
La finale del campionato si disputò il 29 dicembre 1963 al Wrigley Field di Chicago e vide la vittoria dei Chicago Bears sui New York Giants per 14 a 10.

## Vincitore
| Vincitori del campionato NFL 1963 Chicago Bears 8º titolo |

## Premi individuali
| Premi individuali    | Y.A. Tittle, Quarterback, N.Y. Giants |
| Allenatore dell'anno | George Halas, Chicago                 |